# Merry Xmas Everybody
Merry Xmas Everybody är en julsång skriven av Noddy Holder och Jim Lea, baserad på Buy Me a Rocking Chair som de skrev 1967. Den spelades in av det brittiska rockbandet Slade från 1973. Singeln var etta i Storbritannien i december 1973.
Sången beskriver Storbritannien under oljekrisen 1973, då elektriciteten var ransonerad och gruvarbetare strejkade.
2007 tolkades låten av det svenska rockbandet Refreshments på julalbumet Christmas Spirits.

## Låtlista
1. Merry Xmas Everybody – 3:44
2. Don't Blame Me – 2:40

Den släpptes som 7"-singel med katalognummer 2058 422.

## Listplaceringar
| Lista (1973)             | Topplacering |
| ------------------------ | ------------ |
| Finska singellistan      | 19           |
| Nederländska Mega Charts | 3            |
| Irländska singellistan   | 1            |
| Norska singellistan      | 4            |
| Brittiska singellistan   | 1            |

## Medverkande
- Noddy Holder — Sång, kompgitarr
- Jim Lea — Basgitarr, harmonium, bakgrundssång
- Dave Hill — Sologitarr
- Don Powell — Trummor